# Österreichische Alpine Skimeisterschaften 2010
Die Österreichischen Alpinen Skimeisterschaften 2010 fanden vom 15. bis 23. März in Innerkrems statt. Erstmals wurde eine Super-Kombination ausgetragen, und nicht wie zuvor, die Kombinationswertung aus den Ergebnissen von Abfahrt, Riesenslalom und Slalom berechnet. Die Rennen waren international besetzt, um die Österreichische Meisterschaft fuhren jedoch nur die österreichischen Teilnehmer.

## Herren

### Abfahrt
| Platz | Name                 | Zeit        |
| ----- | -------------------- | ----------- |
| 01    | Hans Grugger         | 1:16,23 min |
| 02    | Hannes Reichelt      | 1:16,45 min |
| 03    | Vincent Kriechmayr   | 1:16,47 min |
| 04    | Petr Záhrobský (CZE) | 1:16,48 min |
| 05    | Joachim Puchner      | 1:16,60 min |
| 06    | Ivica Kostelić (CRO) | 1:16,69 min |
| 07    | Michael Walchhofer   | 1:16,71 min |
| 08    | Georg Streitberger   | 1:16,81 min |
| 09    | Frederic Berthold    | 1:17,12 min |
| 10    | Manuel Kramer        | 1:17,35 min |

Datum: 23. März 2010

Ort: Innerkrems

Piste: Grünleitennock

Start: 2128 m, Ziel: 1555 m

Höhendifferenz: 573 m

### Super-G
| Platz | Name                 | Zeit        |
| ----- | -------------------- | ----------- |
| 01    | Ivica Kostelić (CRO) | 1:25,62 min |
| 02    | Klaus Kröll          | 1:26,54 min |
| 03    | Manuel Kramer        | 1:26,73 min |
| 04    | Andrej Šporn (SLO)   | 1:26,77 min |
| 05    | Romed Baumann        | 1:26,95 min |
| 06    | Gašper Markič (SLO)  | 1:27,09 min |
| 07    | Michael Walchhofer   | 1:27,10 min |
| 08    | Joachim Puchner      | 1:27,16 min |
| 09    | Georg Streitberger   | 1:27,17 min |
| 10    | Rok Perko (SLO)      | 1:27,37 min |

Datum: 20. März 2010

Ort: Innerkrems

Piste: Grünleitennock

Start: 2128 m, Ziel: 1555 m

Höhendifferenz: 573 m, Tore: 43

### Riesenslalom
| Platz | Name                  | Zeit        |
| ----- | --------------------- | ----------- |
| 01    | Marcel Hirscher       | 2:17,00 min |
| 02    | Miha Kürner (SLO)     | 2:17,55 min |
| 03    | Hannes Reichelt       | 2:17,71 min |
| 04    | Janez Jazbec (SLO)    | 2:17,78 min |
| 05    | Bernhard Graf         | 2:18,27 min |
| 06    | Christian Hirschbühl  | 2:18,43 min |
| 07    | Armin Triendl         | 2:18,50 min |
| 08    | Sergei Maitakow (RUS) | 2:18,70 min |
| 09    | Boštjan Kline (SLO)   | 2:18,79 min |
| 10    | Matic Skube (SLO)     | 2:18,80 min |

Datum: 17. März 2010

Ort: Innerkrems

Piste: Kärnten 2006

Start: 1908 m, Ziel: 1555 m

Höhendifferenz: 353 m

### Slalom
| Platz | Name                         | Zeit        |
| ----- | ---------------------------- | ----------- |
| 01    | Alexander Koll               | 1:38,89 min |
| 02    | Patrick Thaler (ITA)         | 1:39,23 min |
| 03    | Christoph Dreier             | 1:39,70 min |
| 04    | Kryštof Krýzl (CZE)          | 1:39,83 min |
| 05    | Wolfgang Hörl                | 1:40,06 min |
| 06    | Natko Zrnčić-Dim (CRO)       | 1:40,22 min |
| 07    | Filip Trejbal (CZE)          | 1:40,26 min |
| 08    | Alexander Choroschilow (RUS) | 1:40,85 min |
| 09    | Thomas König                 | 1:40,99 min |
| 10    | Marc Digruber                | 1:41,56 min |

Datum: 18. März 2010

Ort: Innerkrems

Piste: Kärnten 2006

Start: 1725 m, Ziel: 1555 m

Höhendifferenz: 170 m

Tore 1. Lauf: 57, Tore 2. Lauf: 63

### Super-Kombination
| Platz | Name                   | Zeit        |
| ----- | ---------------------- | ----------- |
| 01    | Joachim Puchner        | 2:16,49 min |
| 02    | Ivica Kostelić (CRO)   | 2:16,68 min |
| 03    | Romed Baumann          | 2:16,88 min |
| 04    | Natko Zrnčić-Dim (CRO) | 2:17,10 min |
| 05    | Franz Promok           | 2:17,43 min |
|       | Kryštof Krýzl (CZE)    | 2:17,43 min |
| 07    | Vincent Kriechmayr     | 2:17,54 min |
| 08    | Marc Digruber          | 2:17,66 min |
| 09    | Roland Leitinger       | 2:17,93 min |
| 10    | Siegmar Klotz (ITA)    | 2:18,10 min |

Datum: 19. März 2010

Ort: Innerkrems

Piste: Grünleitennock / Kärnten 2006

Super-G:

 Start: 2128 m, Ziel: 1555 m

 Höhendifferenz: 573 m, Tore: 43

Slalom:

 Start: 1725 m, Ziel: 1555 m

 Höhendifferenz: 170 m, Tore: 52

## Damen

### Abfahrt
| Platz | Name                  | Zeit        |
| ----- | --------------------- | ----------- |
| 01    | Christina Staudinger  | 1:19,27 min |
| 02    | Nicole Schmidhofer    | 1:19,72 min |
| 03    | Stefanie Moser        | 1:19,89 min |
| 04    | Cornelia Tiefenbacher | 1:20,27 min |
| 05    | Cornelia Hütter       | 1:20,28 min |
| 06    | Christina Hollaus     | 1:20,62 min |
| 07    | Regina Mader          | 1:20,75 min |
| 08    | Rebecca Bühler (LIE)  | 1:20,77 min |
| 09    | Mirjam Puchner        | 1:20,94 min |
| 10    | Mariella Voglreiter   | 1:20,96 min |

Datum: 23. März 2010

Ort: Innerkrems

Piste: Grünleitennock

Start: 2128 m, Ziel: 1555 m

Höhendifferenz: 573 m

### Super-G
| Platz | Name                     | Zeit        |
| ----- | ------------------------ | ----------- |
| 01    | Elisabeth Görgl          | 1:29,35 min |
| 02    | Andrea Fischbacher       | 1:29,68 min |
| 03    | Stefanie Moser           | 1:29,94 min |
| 04    | Regina Mader             | 1:30,00 min |
| 05    | Daniela Merighetti (ITA) | 1:30,23 min |
| 06    | Mariella Voglreiter      | 1:30,30 min |
| 07    | Nicole Schmidhofer       | 1:30,46 min |
| 08    | Margret Altacher         | 1:30,70 min |
| 09    | Jessica Depauli          | 1:30,71 min |
| 10    | Evelyn Pernkopf          | 1:30,74 min |

Datum: 20. März 2010

Ort: Innerkrems

Piste: Grünleitennock

Start: 2128 m, Ziel: 1555 m

Höhendifferenz: 573 m, Tore: 43

### Riesenslalom
| Platz | Name                  | Zeit        |
| ----- | --------------------- | ----------- |
| 01    | Evelyn Pernkopf       | 2:28,73 min |
| 02    | Bernadette Schild     | 2:28,83 min |
| 03    | Cornelia Tiefenbacher | 2:29,08 min |
| 04    | Christina Staudinger  | 2:29,30 min |
| 05    | Andrea Fischbacher    | 2:29,68 min |
| 06    | Stefanie Wopfner      | 2:29,95 min |
| 07    | Julia Dygruber        | 2:30,15 min |
| 08    | Michelle Morik        | 2:30,18 min |
| 09    | Martina Geisler       | 2:30,29 min |
| 10    | Veronika Staber (GER) | 2:30,38 min |

Datum: 16. März 2010

Ort: Innerkrems

Piste: Kärnten 2006

Start: 1908 m, Ziel: 1555 m

Höhendifferenz: 353 m

Tore 1. Lauf: 43, Tore 2. Lauf: 46

### Slalom
| Platz | Name                   | Zeit        |
| ----- | ---------------------- | ----------- |
| 01    | Marlies Schild         | 1:38,48 min |
| 02    | Irene Curtoni (ITA)    | 1:41,75 min |
| 03    | Marina Nigg (LIE)      | 1:42,26 min |
| 04    | Mizue Hoshi (JPN)      | 1:42,28 min |
| 05    | Jessica Pünchera (SUI) | 1:42,82 min |
| 06    | Carmen Thalmann        | 1:42,85 min |
| 07    | Sofija Novoselić (CRO) | 1:43,89 min |
| 08    | Evelyn Pernkopf        | 1:43,94 min |
| 09    | Jelena Prostewa (RUS)  | 1:44,10 min |
| 10    | Emi Hasegawa (JPN)     | 1:44,18 min |

Datum: 15. März 2010

Ort: Innerkrems

Piste: Kärnten 2006

Start: 1725 m, Ziel: 1555 m

Höhendifferenz: 170 m

Tore 1. Lauf: 61, Tore 2. Lauf: 57

### Super-Kombination
| Platz | Name                     | Zeit        |
| ----- | ------------------------ | ----------- |
| 01    | Carmen Thalmann          | 2:26,55 min |
| 02    | Daniela Merighetti (ITA) | 2:26,80 min |
| 03    | Anna Hofer (ITA)         | 2:26,98 min |
| 04    | Michaela Kirchgasser     | 2:27,01 min |
| 05    | Mirjam Puchner           | 2:27,15 min |
| 06    | Michelle Morik           | 2:27,17 min |
| 07    | Evelyn Pernkopf          | 2:27,53 min |
| 08    | Jessica Depauli          | 2:27,56 min |
| 09    | Stefanie Hörl            | 2:27,75 min |
| 10    | Nina Brucker             | 2:28,55 min |

Datum: 19. März 2010

Ort: Innerkrems

Piste: Grünleitennock / Kärnten 2006

Super-G:

 Start: 2128 m, Ziel: 1555 m

 Höhendifferenz: 573 m, Tore: 43

Slalom:

 Start: 1725 m, Ziel: 1555 m

 Höhendifferenz: 170 m, Tore: 59